# 自動車税をおさめ隊
自動車税をおさめ隊（じどうしゃぜいをおさめたい）は、鹿児島県で2009年に自動車税納付を呼び掛ける啓発キャンペーンにおいて起用されたローカル戦隊。

## 概要

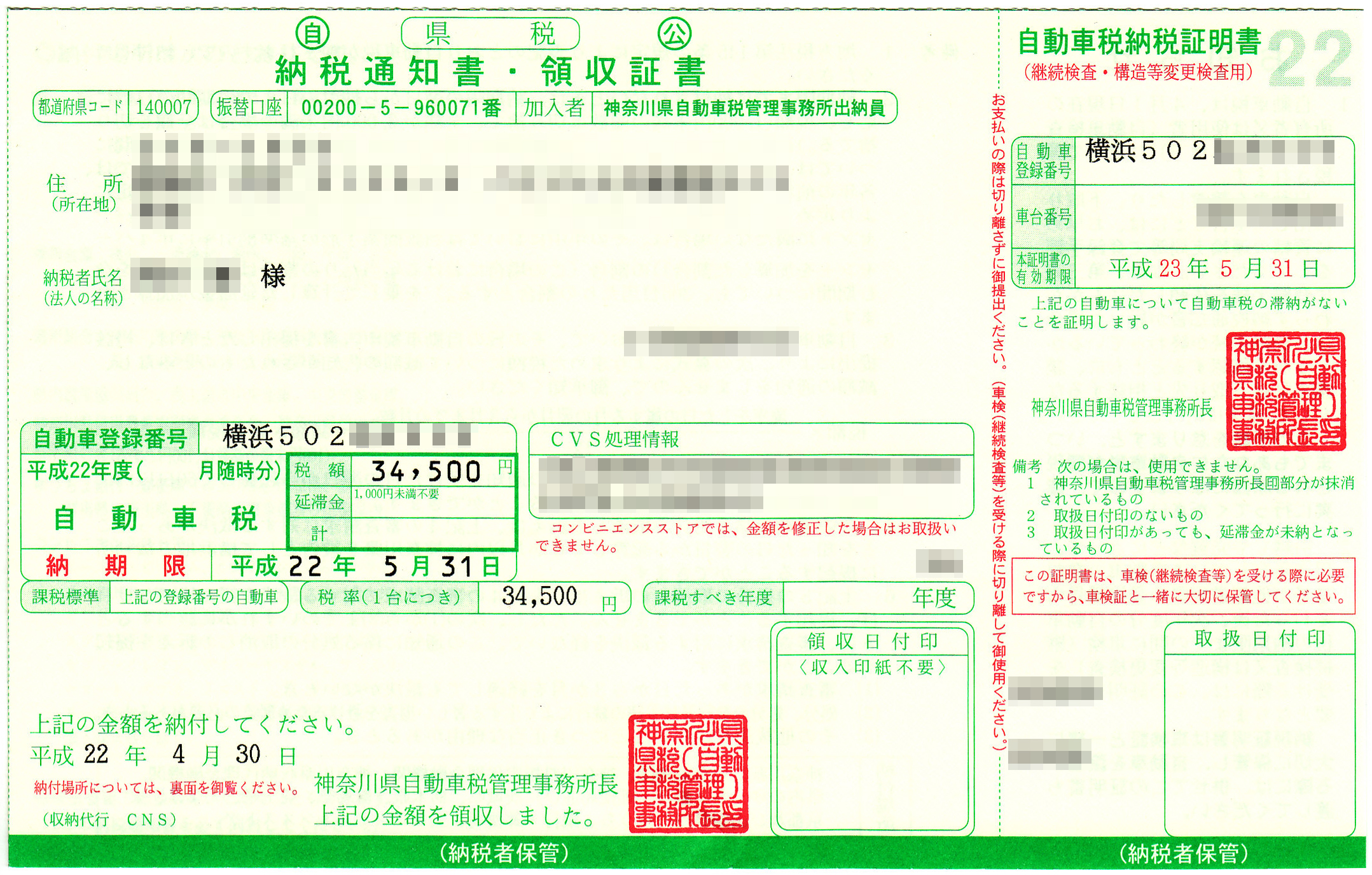
自動車税（納税通知書）

イメージカラーが赤・黄色・青の美少女キャラクター3人により構成されるが、個々のキャラクターに名前は設定されていない。3名ともドアミラー・ハンドル・シートベルトをデザインしたコスチュームを装着しており、3人のリーダー格と思われる赤は初心者マークを髪留めにしている。また、魔法少女アニメの定番である「お供」のマスコットに相当すると思われる顔の付いたオレンジ色と黄緑の自動車が登場している。
鹿児島県税務課によると、企画段階より朝日放送（ABCテレビ）・東映アニメーション制作のテレビアニメであるプリキュアシリーズとの類似性を指摘する意見が存在したのでデザインにオリジナルの要素を入れて独自のキャラクターを創りあげたとしている。また、企画に際しては特に「萌え」を意識した訳ではなく、「広く県民向けのポスターですから、もちろんすべての年齢層をターゲットにしています」としている。
5月中旬にはYahoo! JAPANで九州地方からのアクセスユーザーを対象にFLASHでインターネットCMを配信、5月下旬から納付期限の6月1日までテレビCMも放送された。なお、ポスターでは赤が「コンビニ」、黄色が「パソコン」（Pay-easy）、青が「金融機関」を自動車税の納付方法としてそれぞれPRしているのに対し、FLASH広告とテレビCMでは赤が「金融機関」、黄色が「コンビニ」、青が「パソコン」となっている。